# Preuve anecdotique
Les preuves anecdotiques sont des preuves tirées d'anecdotes, c'est-à-dire des preuves recueillies de façon occasionnelle ou informelle, s'appuyant fortement ou entièrement sur des témoignages personnels, et pouvant nourrir un raisonnement fallacieux appelé argumentation par l'exemple. Lorsqu'on les compare à d'autres types de preuves, les preuves anecdotiques sont généralement considérées comme ayant une valeur limitée en raison d'un certain nombre de faiblesses potentielles. Elles peuvent relever de la rhétorique politique ou se rattacher au domaine scientifique lorsqu'elles sont fondées sur des données empiriques et vérifiables, comme les études de cas en médecine.
Lorsque seulement une ou plusieurs anecdotes sont présentées, il est fort probable qu'elles ne constituent pas des preuves fiables, dans la mesure où elles peuvent avoir été sélectionnées à dessein pour confirmer une hypothèse ou simplement avoir été tirée d'un échantillon non représentatif de cas,. De plus, les psychologues ont constaté qu'en raison des biais cognitifs, les gens sont plus susceptibles de se souvenir d'exemples notables ou inhabituels plutôt que d'exemples typiques (processus rhétorique d'exemplification). Ainsi, même lorsqu'elles sont exactes, des preuves anecdotiques ne sont pas nécessairement représentatives d'une expérience typique. Seul le recours à des outils statistiques permet de déterminer si une anecdote est représentative de l'ensemble d'un phénomène ou des situations rencontrées. Le recours abusif à la preuve anecdotique constitue donc un sophisme, c'est-à-dire un raisonnement fallacieux. Il peut s'agir d'une généralisation invalide, d'un recours à un argument d'autorité ("Le professeur X m'a parlé d'un cas où") ou d'un appui excessif sur son expérience personnelle, dont rien n'indique qu'elle soit représentative ("Je connais une personne qui...", etc.)
Dans le cadre judiciaire, le terme de preuve anecdotique est parfois employé pour décrire certains types de témoignages qui ne sont pas corroborés par des preuves matérielles indépendantes telles que des actes notariés, des photographies, des enregistrements audiovisuels, etc.
Lorsqu’elles sont utilisées dans la publicité ou pour la promotion d'un produit ou d’un service, les preuves anecdotiques sont souvent appelées témoignages et sont très réglementées, voire interdites dans certaines [Lesquelles ?] juridictions.[réf. nécessaire]

## Introduction
Les preuves anecdotiques ne constituent pas des évaluations objectives et indépendantes de la réalité et c'est en cela que leur fiabilité est sujette à caution. Ceci est la conséquence de la manière informelle dont l'information est recueillie, documentée, présenté, ou toute combinaison des trois. On emploie souvent le terme de preuve anecdotique pour décrire des informations impossibles à vérifier et dont la crédibilité repose entièrement sur la confiance que l'on accorde à celui qui les présente.

## Contexte scientifique
En science, les définitions de preuves anecdotiques comprennent :
- "des observations ou des indications fortuites plutôt qu'une analyse rigoureuse ou scientifique"[6]
- "les informations transmises par le bouche-à-oreille mais non documentées scientifiquement"[réf. nécessaire]

Des preuves anecdotiques peuvent avoir divers degrés de formalité. Par exemple, en médecine, les preuves anecdotiques publiées par un observateur qualifié (un médecin) sont appelées une présentation de cas et sont soumises à un processus formel d'évaluation par les pairs. Bien que de tels éléments de preuve ne sont pas considérés comme concluants, ils peuvent éveiller l'intérêt des chercheurs pour investiguer plus avant le phénomène en question, en se basant alors sur une méthodologie scientifique plus rigoureuse. 
Les preuves anecdotiques sont considérées comme le type d'information scientifique du plus faible degré de fiabilité. De ce fait, les chercheurs peuvent utiliser des preuves anecdotiques pour générer de nouvelles hypothèses à tester, mais jamais en tant que moyen de prouver ou d'invalider scientifiquement une hypothèse.

## Logique fallacieuse et pseudo-science
La preuve anecdotique est souvent non scientifique ou pseudo-scientifique , parce que diverses formes de biais cognitifs influencent la collecte ou la présentation des données. Par exemple, quelqu'un qui prétend avoir eu une rencontre avec un être surnaturel ou un alien peut produire un récit très vivant, mais celui-ci ne peut être réfuté. Ce phénomène peut également se produire chez de grands groupes de personnes par le biais d'une validation subjective.
La preuve anecdotique est également souvent mal interprétée en raison de l'heuristique de disponibilité, qui conduit à une surestimation de la prévalence.  Lorsqu'une cause peut être facilement liée à un effet, les gens surestiment la probabilité que la cause ait cet effet (disponibilité). En particulier, les anecdotes vives et chargées d'émotion semblent plus plausibles et les auditeurs leur donnent plus de poids. Un problème connexe est qu'il est habituellement impossible d'évaluer, pour chaque élément de preuve anecdotique, le taux de personnes ne déclarant pas cette preuve anecdotique dans la population. En effet, personne ne se précipite pour raconter qu'il n'a pas aperçu le monstre du Loch Ness, pas vu d'ovni, pas vu de spectre ou entendu de bruits bizarres dans un château réputé hanté, etc.
Une façon courante de rendre les preuves anecdotiques non scientifiques est de recourir à un raisonnement fallacieux tel que le raisonnement post hoc ergo propter hoc : l'être humain a tendance à supposer — à tort — que si un événement se produit après l'autre, alors le premier doit être la cause du second (raisonnement causal de type sophisme à la Chantecler). Une autre erreur est le raisonnement inductif qui peut conduire à un généralisation abusive. L'argumentation par l'exemple (arguments qui conduisent à une généralisation hâtive) se substitue alors à l'exemplification (dans ce derniers cas, le recours à un exemple a pour but de donner « de la chair » à un raisonnement inductif théorique valable). Par exemple, si une anecdote illustre une conclusion désirée plutôt qu'une conclusion logique, il s'agit d'une généralisation invalide ou abusive. Par exemple, dans l'anecdote ci-dessous, un cas est présenté comme un élément de preuve pour une conclusion désirée :

« Il y a des preuves abondantes que boire de l'eau guérit du cancer. Juste la semaine dernière, j'ai lu qu'une fille qui était en train de mourir du cancer. Après avoir bu de l'eau, elle a été guérie. »

Des anecdotes de ce genre ne prouvent rien du tout. Dans tous les cas où un facteur affecte la probabilité d'un résultat, plutôt que de le déterminer de façon unique, la sélection de cas individuels ne prouve rien ; par exemple, "mon grand-père fumait 40 cigarettes par jour jusqu'à sa mort à 90 ans" et "ma sœur n'a jamais côtoyé quelqu'un qui fumait mais elle est morte du cancer du poumon". Les anecdotes font souvent référence aux exceptions plutôt qu'à la règle : "Les anecdotes sont inutiles précisément parce qu'elles peuvent indiquer des réponses idiosyncrasiques."
De manière plus générale, une corrélation statistique entre deux choses ne prouve en rien que l'une entraîne l'autre (la corrélation indique une co-occurrence, mais ne constitue pas à elle seule une causalité de lien).
En médecine, les preuves anecdotiques sont également sujette à des effets placebo : il est bien établi que l'attente du patient (ou du médecin) vis-à-vis du résultat d'un traitement peut véritablement avoir un impact sur le résultat du traitement. C'est pour cela que seuls des essais cliniques randomisés à double aveugle peuvent contrôler cet effet placebo, permettant ainsi de confirmer ou d'infirmer une hypothèse sur l'efficacité d'un traitement, indépendamment des attentes des patients et des thérapeutes. Seuls des médicaments dont l'efficacité est supérieure à l'effet placebo sont autorisés à être mis sur le marché.
En science et en logique, « la force relative d'une explication » est basée sur sa capacité à être testée ou répétée, prouvée comme étant due à la cause déclarée, et vérifiable dans des conditions neutres de manière que d'autres chercheurs conviendront que l'explication a été réalisée avec compétence, et peuvent la vérifier par eux-mêmes.

## Droit
Le témoignage de témoins est une forme courante de preuve en droit, et le droit prévoit des mécanismes pour vérifier la fiabilité ou la crédibilité de la preuve des témoins. Les processus juridiques d'obtention et d'évaluation des éléments de preuve sont officialisés. Certains témoignages peuvent être décrits comme des preuves anecdotiques, comme des histoires individuelles de harcèlement dans le cadre d'un recours collectif. Toutefois, la fiabilité des témoignages peut être mise à l'épreuve et évaluée. Parmi les exemples de méthodes d'essai et d'évaluation, mentionnons l'utilisation de questions pour déterminer les lacunes ou les incohérences possibles, la preuve de la corroboration des témoins, les documents, les vidéos et les preuves médico-légales. Lorsqu'un tribunal n'a pas les moyens de vérifier et d'évaluer le témoignage d'un témoin particulier, comme l'absence de formes de corroboration, il peut accorder peu ou pas de "poids" à ce témoignage lorsqu'il prend une décision sur les faits.